# Zarià (Nezamaievski)
|  | Per a altres significats, vegeu «Zarià». |

Zarià - Заря (rus) és un possiólok, un poble, del krai de Krasnodar, a Rússia. Es troba a les terres baixes de Kuban-Azov, a 24 km al nord-oest de Novopokróvskaia i a 167 km al nord-est de Krasnodar, la capital.
Pertany al municipi de Nezamaievski.